# Höllenreiter der Nacht
Höllenreiter der Nacht (Originaltitel: The Wild Blue Yonder) ist ein US-amerikanischer Kriegsfilm des Regisseurs Allan Dwan aus dem Jahr 1951. Der Film hatte seine Filmpremiere am 5. Dezember 1951 in den USA. Die deutsche Erstaufführung fand am 4. Juli 1958 statt.

## Handlung
Amerika im Zweiten Weltkrieg: Die Luftwaffenpiloten Captain Harold Calvert und Major Tom West dienen bei der United States Air Force und ihnen wird die große Ehre zuteil, die zwei modernsten und leistungsfähigsten Langstreckenbomber des Typs Boeing B-29 Superfortress erstmals in die Lüfte zu tragen. Der größte bislang gebaute Bomber soll endlich die erhofften Siege gegen  das japanische Kaiserreich und die deutsche Wehrmacht bringen. Doch seine Vorgesetzten ahnen nicht, dass West in einem früheren Einsatz ein Kriegstrauma erlitten hat, in dem er aus Angst um seine Besatzung einen Angriff abgebrochen hat. Seitdem ist er nervlich zerrüttet und gilt unter seinen Kameraden als Feigling. Als er sich mit Calvert zu einem Einsatz in den Südpazifik vorbereitet, scheint er Angst zu bekommen, kriegt diese jedoch beim Start wieder in den Griff. Kurze Zeit später muss er jedoch bei einem entscheidenden Schlag gegen die Japaner das Kommando übernehmen und seine Nerven werden auf eine harte Belastungsprobe gestellt. Von da an nimmt der Kriegseinsatz seinen Lauf, mit einem ungewissen Ausgang für beide.

## Synchronisation
| Rolle                | Schauspieler    | Deutscher Synchronsprecher |
| Capt. Harold Calvert | Wendell Corey   | Heinz Engelmann            |
| Maj. Tom West        | Forrest Tucker  | Curt Ackermann             |
| Cpl. Frenchy         | Richard Erdman  | Gerd Duwner                |
| Lt. Ted Cranshaw     | William Ching   | Axel Monjé                 |
| Sgt. Hank Stack      | Phil Harris     | Horst Niendorf             |
| Sgt. Pop Davis       | James Brown     | Alexander Welbat           |
| Sgt. Shaker Schuker  | Harry Carey jr. | Harry Wüstenhagen          |

## Kritiken
Der Movie & Video Guide schrieb: „Standardisierte Fliegergeschichte aus dem Zweiten Weltkrieg“.
Halliwell‘s Film Guide charakterisierte den Film wie folgt: „Routinierte Action-Patriotika“.
„Eine trotz versuchter dokumentarischer Präzision unbefriedigende Mischung aus Werbung fürs Militär, nationaler Rechtfertigungstendenzen und pathisch dargestellter soldatischer Einzelbewährung“, urteilte das Lexikon des internationalen Films.